# Janus Capital Group
Janus Capital Group war eine Investmentgesellschaft aus den Vereinigten Staaten. Das Unternehmen war im S&P 500 gelistet.

## Geschichte
Janus Capital Group wurde 1969 von Thomas H. Bailey gegründet. Das Unternehmen gehört zu den zehn größten Investmentgesellschaften in den Vereinigten Staaten. Der Firmensitz des Unternehmens befindet sich in Denver, Colorado. Janus Capital Group managt ein Investmentvermögen von über 125 Milliarden Dollar. Von 1983 bis zum Jahr 2000 gehörte das Unternehmen zur Kansas City Southern Industries.
Das Unternehmen war 2004 in einen Finanzskandal in den Vereinigten Staaten verwickelt, bei dem es um unrechtmäßige Geschäftspraktiken wie Market Timing und Late Trading ging, die das Vertrauen in die US-Fondsbranche erschütterten. Das Unternehmen musste Abflüsse in Milliardenhöhe hinnehmen und Schadensersatzzahlungen und Gebührenermäßigungen von rund 225 Millionen Dollar bezahlen. CEO Mark Whiston musste von seinem Amt zurücktreten. Sein Nachfolger wurde Steve Scheid.
Im Oktober 2014 übernahm Janus VS Holdings, ein Unternehmen mit Sitz in Darien, Connecticut, und dessen VelocityShares-Geschäft. Im Juli 2015 erwarb Janus eine Mehrheitsbeteiligung an Kapstream Capital, einem Spezialisten für festverzinsliche Wertpapiere. Im Jahr 2016 fusionierte die Janus Capital Group mit der Henderson Group. Aus der im Mai 2017 abgeschlossenen Fusion ging das neue Unternehmen Janus Henderson hervor.